# Robin DR-300
Le Robin DR-300 est un avion léger de la société Centre-Est Aéronautique devenue Avions Pierre Robin.

## Description

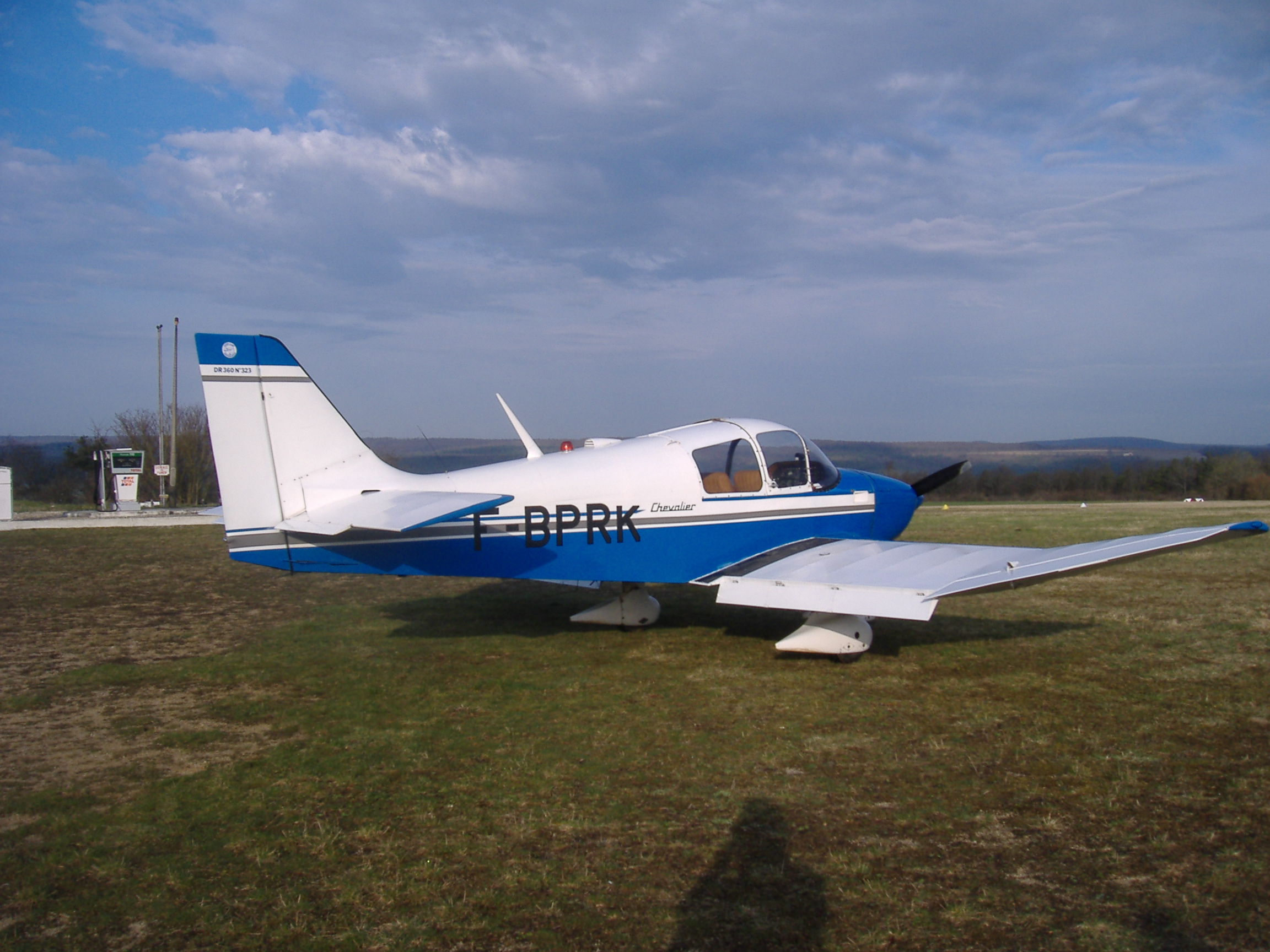
DR-360

## Versions
DR-340 Major
DR-315 Petit-Prince
DR-360 Chevalier
DR-380 Prince
DR-330 L'Acrobat
DR-300 108 2+2
DR-300 180R Major
DR-300 125
DR-300 140